# Radio Mi Amigo

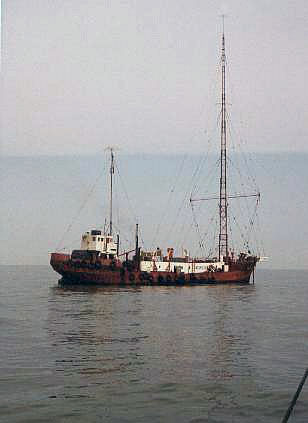
Radiozendschip Mi Amigo

Radio Mi Amigo was een zeezender voor de Benelux en ging als enige door na de anti-piratenwet van 31 augustus 1974.

## Voorgeschiedenis
De Belgische zeezender Radio Mi Amigo is vernoemd naar het radiozendschip de M.V. Mi Amigo. Dat schip was al begin jaren zestig korte tijd in gebruik bij het Zweedse radiostation Nord (zie ook M.V. Mi Amigo). In het voorjaar van 1964 werd de boot de thuisbasis van Radio Atlanta voor de Britse kust, maar kort nadien kwam het in handen van het Radio Caroline van de Ier Ronan O'Rahilly. Er werd gewoon doorgegaan met uitzenden na het van kracht worden van de Britse 'Marine Broadcasting Offences Act' in augustus 1967, maar in het voorjaar van 1968 werd het schip binnengesleept door schuldeiser Wijsmuller. Samen met een tweede schip van Caroline lag de M.V. Mi Amigo eerst in de haven van Amsterdam en vervolgens geruime tijd in de haven van Zaandam, maar in 1972 voer het schip via IJmuiden weer uit en ging voor anker bij de twee andere zendschepen Radio Veronica en Radio Noordzee voor de Nederlandse kust bij Scheveningen. Het werd de terugkeer van Radio Caroline, dat in september 1972 de uitzendingen hervatte. Nieuw op Caroline was dat er ook Nederlandstalige uitzendingen te beluisteren waren. Een succes was het station door de aanwezigheid van de beide andere zendschepen echter niet, en er werd uitgekeken naar een zakenpartner. Die werd gevonden in de persoon van de Belgische zakenman en muziekproducer Adriaan Van Landschoot, die bij booteigenaar en Caroline-baas Ronan O'Rahily drie maanden zendtijd huurde. Op zondag 15 juli 1973 startte de zeezender Radio Atlantis vanaf het schip M.V. Mi Amigo. Op 18 oktober 1973, net voor het aflopen van deze huurperiode eind diezelfde maand, brak de zendmast tijdens een zeer zware storm af. Van Landschoot ging op zoek naar een eigen zendschip. Ronan O' Rahily zocht naar een oplossing voor een terugkeer van Radio Caroline, en hij vond die uiteindelijk bij iemand die een nieuw Belgisch radiostation wilde beginnen ter promotie van zijn handelswaar. Dat werd Radio Mi Amigo.
Er moest een nieuwe zendmast op de M.V. Mi Amigo geplaatst worden. Rond Kerstmis werd deze zendmast op volle zee opgebouwd toen het weer aldaar geschikt bleek daarvoor. De zender kon op 28 december 1973 getest worden. Ondertussen was Ronan O'Rahily in zee gegaan met een andere zakenpartner: de Belgische wafelbakker en muziekuitgever Sylvain Tack. Tack was eigenaar van de fabriek van Suzywafels in Buizingen, maar ook uitgever van popblad Joepie en sponsor van Vlaamse artiesten zoals Paul Severs. Sylvain Tack startte op het zendschip een eigen Nederlandstalige service met de naam Radio Mi Amigo. Aanvankelijk kwamen Ronan O'Rahilly en Sylvain Tack een huurbedrag overeen, later na het van kracht worden van het verdrag van Straatsburg in Nederland, ingaande september 1974, nam Mi Amigo de gehele bevoorrading voor zijn rekening, zowel het voedsel als de brandstof voor beide radiostations op de M.V. Mi Amigo.

## Uitzendingen
Radio Mi Amigo begon op dinsdag 1 januari 1974 om 12:00 uur met de uitzendingen voor de Vlaamse en Nederlandse luisteraars. Deze werden aanvankelijk legaal opgenomen in de Radio Caroline-studio's aan de Van Hogendorpstraat in de Stationsbuurt van Den Haag. De dj's van het eerste uur waren Norbert (voorheen ook op BRT-Radio 2 te horen), Bert Bennett (alias van Bert Wijfjes), de inmiddels overleden Joop Verhoof en Will van der Steen (alias van Willem Steentjes). Later week Radio Mi Amigo uit naar Breda. In Oostburg had Radio Atlantis in 1973 en 1974 haar studio's. De andere toenmalige zeezenders hadden ook opnamestudio's in Nederland: Radio Veronica in Hilversum, waar nu Hotel Lapershoek is gevestigd, en Radio Noordzee in de "Strengholt"-studio's in de Hofstede Oud Bussem in Naarden.
De programma's waren meestal een week later te horen; dit was mogelijk omdat de opnamestudio's vrij dicht bij het zendschip waren gelegen. Hierdoor kon een tender vaker programmabanden, voedsel, en brandstof nodig om de nodige stroom op te wekken voor de zender, live-dj's en bemanningsleden aan boord van het zendschip brengen, waardoor men beter kon inspelen op de ontwikkelingen in de muziekindustrie.
Radio Mi Amigo werd in korte tijd zeer populair in zowel Nederland als België, en ver daarbuiten. Dit was mede te danken aan de krachtige zender van 50 kilowatt. Daarvan werd in de uitzendingen ook gewag gemaakt om de broodnodige reclames te kunnen binnenhalen.
Er was in geheel Nederland en Vlaanderen een redelijk tot goede ontvangst, zeker overdag, omdat een zeezender op open zee geen obstakels kent zoals gebouwen en dergelijke, hetgeen voor een zender aan land wél het geval is. 's Avonds trad fading op, een onvermijdbaar verschijnsel, en storing door verre zenders die op dezelfde golflengte uitzonden.
Dankzij Mi Amigo drongen ook Vlaamse artiesten in de Nederlandse hitparade door, bijvoorbeeld Ivan Heylen, Joe Harris, Trinity en Octopus. Het was ook een meertalig radiostation: de uitzendingen werden vooral in het Nederlands verzorgd, maar soms ook in het Engels en later -in 1975- waren er ook een tijdje Franse uitzendingen op de zaterdagmorgen van 06:00 uur tot 12:00 uur. 's Nachts verzorgde Radio Caroline vanaf hetzelfde schip en op dezelfde golflengte de Engelstalige uitzendingen.

## Verdrag van Straatsburg
Totdat de anti-zeezenderwet (Verdrag van Straatsburg) op zondag 1 september 1974 van kracht werd zond Radio Mi Amigo uit van 6 uur 's morgens tot 7 uur 's avonds, waarna Radio Caroline de uitzendingen overnam. Luisteraars die op zaterdag 31 augustus 1974 een afscheidsprogramma verwachtten kregen van dj Peter van Dam, nadat hij had stilgestaan bij het verdwijnen van de andere zeezenders, te horen: "Wat de luisteraars van Mi Amigo betreft, stemt u morgenochtend om 6 uur wederom af op Radio Mi Amigo", en dit voordat Radio Caroline de uitzendingen overnam om 7 uur. Enkele maanden eerder, toen het nog onduidelijk was of Mi Amigo ging stoppen of doorgaan, was er al wel een afscheidsjingle gemaakt, die echter nooit werd uitgezonden.
Enige tijd later was er te horen dat Radio Mi Amigo een nieuw postadres had, namelijk: Radio Mi Amigo, Platja d'Aro (in het Spaans: Playa de Aro), provincie Gerona in Spanje. Voor een postadres in Spanje werd gekozen, omdat Spanje het Verdrag van Straatsburg niet had getekend. Radio Mi Amigo/Radio Caroline was toen nog de enig overgebleven zeezender op de Noordzee.
Op donderdag 29 augustus 1974, drie dagen voordat op zondag 1 september 1974 om 00:00 uur Nederlandse tijd alle uitzendingen illegaal werden, en ook het bevoorraden vanuit Nederland onwettig werd, ging het schip weer voor de Engelse zuidoostkust liggen, waar zendschip MV Mi Amigo (van Radio Caroline South) tijdens de Engelse zeezenderperiode (1964-1968) ook lag verankerd: nabij de kust van Margate (Kent); de uitzendingen gingen door. De gedachte hierachter was dat de bevoorrading, liggend voor de Engelse kust, makkelijker zou gaan dan liggende voor de Nederlandse. Nu was de verwachting dat de Nederlandse justitie getergd zou zijn, omdat de zender doorging na invoering van de nieuwe wet, en de bevoorrading dus extra scherp in de gaten zou houden. Door de wisseling van de Nederlandse naar de Engelse kust was de zender minder krachtig, maar nog steeds redelijk te ontvangen in Nederland en België.
De programma's werden na 31 augustus 1974 in het geheim opgenomen in de Suzywafelfabriek van Sylvain Tack, maar omdat dit te gevaarlijk werd, werd al snel uitgeweken naar een afgelegen boerderij in het Belgische Opbrakel. Deze werd overvallen op 17 februari 1975 door de Belgische politie, toen nog de BOB genoemd, en de opnameapparatuur werd in beslag genomen. Wel werden de programmabanden, het bewijs voor justitie, op tijd gewist. Peter van Dam, dj van Radio Mi Amigo, werd toen samen met zijn toenmalige vriendin opgepakt en heeft uiteindelijk zeven dagen in de cel gezeten. Hierna is hij naar het zendschip gegaan om liveprogramma's te doen. Omdat er ook op andere plaatsen nog illegale opnamestudio's waren (onder andere in Brugge en Enschede), kon redelijk veel apparatuur, platen en ander materiaal worden meegenomen toen ze moesten vluchten uit Nederland en België.

## Mi Amigo in Playa de Aro
Er werd naar Spanje uitgeweken omdat dat het enige West-Europese land was dat het Verdrag van Straatsburg niet had ondertekend. Toen in Nederland het Verdrag van kracht werd (1 september 1974), haakte diskjockey Ad Petersen, die als Ad Roland ook voor Hilversum 3 (bij de TROS) werkte, af: hij kon niet tegelijkertijd voor een legaal en een illegaal radiostation werken.
De andere dj's gingen nog een half jaar door, de illegale periode in, tot de ballingschap naar Spanje, begin 1975. Uiteindelijk gingen maar drie diskjockeys (Peter van Dam, Joop Verhoof en Bert Bennett) mee naar Spanje. Deze werden aangevuld met onder andere ex-medewerkers van de andere zeezenders die wel wilden emigreren, onder anderen de ex-zeezender Veronica-dj's Stan Haag (overleden in 2001) en Bart van Leeuwen (alias van Ton Egas).
Programma's voor Radio Mi Amigo werden voortaan opgenomen in de villa van Sylvain Tack in Playa de Aro in Spanje. De opnamebanden (op cassettebandjes) werden dan met de Europa-buslijn, een wekelijkse verbinding voor vakantiegangers, van Spanje naar de Benelux (onder andere België) vervoerd, om dan via geheime bevoorrading met schepen en soms zelfs per vliegtuig naar het zendschip te gaan. Radio Mi Amigo was de allereerste zeezender die cassettebandjes gebruikte voor programma's omdat die veel minder plaats innamen dan de grote 26 cm-spoelen die daarvóór werden gebruikt. Dit gebeurde aan het begin van de illegale periode, omdat cassettebandjes beter weg te smokkelen waren. Het enige verschil is wel dat de snelheid van cassettebandjes maar 4,75 cm/s is, terwijl 26 cm-spoelen met snelheden van 9,5 cm/s en 19 cm/s (en zelfs 38 cm/s) werden opgenomen; de geluidskwaliteit van cassettebandjes is dan ook over het algemeen iets minder. Door de grote afstand tussen Spanje en het zendschip (meer dan 1000 km) moesten de Nederlandstalige programma's minstens 14 dagen van tevoren zijn opgenomen. De Mi Amigo's Top 50 op zaterdag werd meestal maar zeven dagen van tevoren opgenomen om dan per vliegtuig naar het schip te worden gebracht. Desondanks ontbraken vaak platen die 'nieuw' binnenkwamen in de lijst.

## Bloeitijd

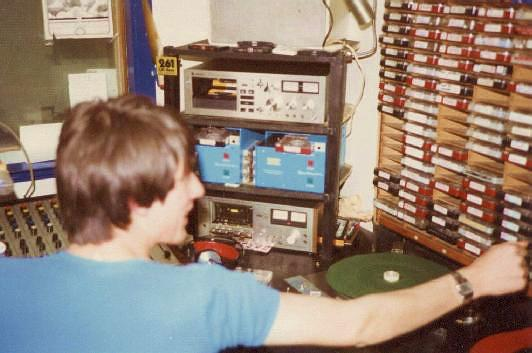
Live studio op de Mi Amigo

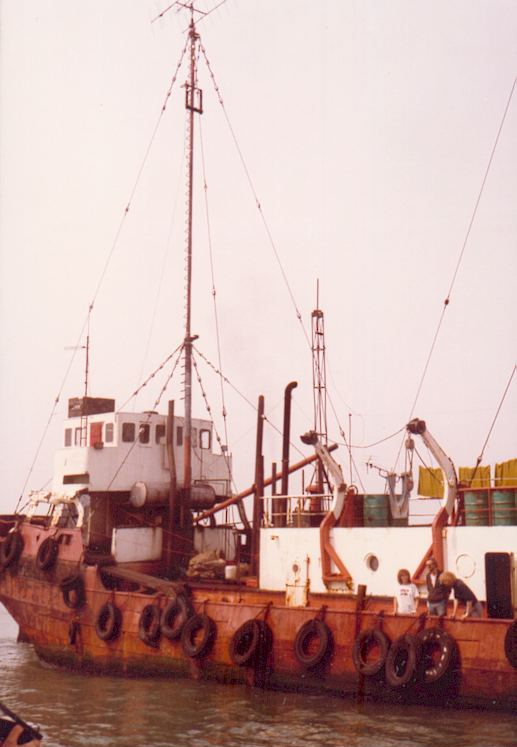
Brug van het schip Mi Amigo

In de loop van 1976 werden er bij Radio Mi Amigo live programma's geïntroduceerd, naast de bandprogramma's die afkomstig waren uit Playa de Aro. Live-dj's uit die periode waren onder anderen Bart van Leeuwen (die eerst onder de naam Tim Ridder werkte), Marc Jacobs (alias van Rob van Dam) en Frank van der Mast (alias van Jan de Hoop). Vanuit Spanje werkten op tape Stan Haag en Michelle (alias van Mieke Haag), en Haike Debois (alias van Nouschka Suykerbuyk), de inmiddels overleden echtgenote van programma-technicus Maurice Bokkebroek (alias van Michel Moorkens). In 1977 werd de ploeg aangevuld met Hugo Meulenhof (alias van Jan de Boer), Herman de Graaf (alias van Wim Beckers) en Ferry Eden (alias van Ferry Bosman) en eind dat jaar met Ton Schipper. Zijn komst volgde op het vertrek van Stan Haag en Michelle bij Mi Amigo en 'Playa de Aro'. Vanwege de slechte bevoorrading keerden Frank van der Mast en Hugo Meulenhof niet meer terug aan boord en Marc Jacobs bleef ook tien maanden weg.
In 1978 kwamen er daarom enkele nieuwe live-dj's bij: Rob Hudson (alias van Ruud Hendriks), Dick Verheul (alias van Frans Maes) en Johan Visser (alias van Ron Bisschop) en werd het aantal live uitzendingen uitgebreid. Mi Amigo en Caroline zonden nu beide uit via de 319 meter middengolf, 962 kHz waarbij Mi Amigo uitzond van 6 uur 's ochtends tot 7 uur 's avonds, waarna Caroline de uitzendingen overnam.
In de loop van datzelfde jaar nog werden de problemen met het zendschip echter groter: het had al geruime tijd last van lekken en het gebeurde steeds vaker dat de zender enkele dagen uit de ether verdween door problemen met de bevoorrading of noodzakelijke herstellingen van de generatoren. Hier liet zich ook de wet gelden. Het schip kon niet voor onderhoud een haven binnenvaren. Maar de bemanning bleef er de moed in houden en ging door, ondanks averij, wespenplagen en andere ongemakken. De onderbrekingen werden steeds talrijker en de omstandigheden werden steeds zwaarder.

## Einde op het zendschip M.V. Mi Amigo

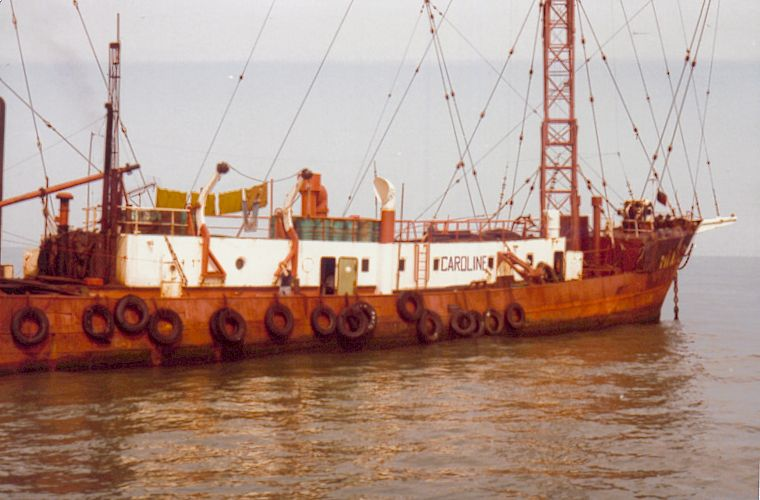
Schip Mi Amigo

Radio Mi Amigo staakte de uitzendingen voorlopig op 20 oktober 1978, toen de generatoren het af lieten weten. Het station was uit de lucht en het was stil op de 319 meter van de middengolf. De laatste boordploeg (Marc Jacobs, Ferry Eden en Johan Visser) werd van boord gehaald want het was duidelijk dat de wegen van Radio Caroline, eigenaar van het schip de M.V. Mi Amigo, en Radio Mi Amigo hier scheidden.
Mi Amigo-baas Sylvian Tack kreeg vervolgens van de Spaanse autoriteiten het dringende verzoek de radio-activiteiten op Spaanse bodem te beëindigen. Spanje wilde namelijk lid worden van de Europese Unie. Nu oefenden Nederland, België en het Verenigd Koninkrijk druk uit om het Verdrag van Straatsburg te ondertekenen. Tack was ondertussen met andere mensen bezig aan een nieuw project, met Radio Mi Amigo vanaf een ander zendschip. Maar omdat Spanje als mogelijkheid wegviel, besloot hij uiteindelijk zich terug te trekken.
Het zendschip M.V. Mi Amigo bleef op de Noordzee, maar vanwege de generatorproblemen zweeg ook Radio Caroline. Via Radio Delmare kwam er een nieuwe generator aan boord, maar tot een samenwerking tussen Caroline en deze Nederlandse organisatie kwam het uiteindelijk niet. Op 19 januari 1979 maakte de Mi Amigo zwaar slagzij, maar Radio Caroline overleefde de wet, een tekort aan financiën en de natuurelementen of weersomstandigheden. Op Paaszondag 15 april 1979, de 15e verjaardag van Caroline, was de zeezender, nu zowel in het Engels als in het Nederlands, terug.

### Mi Amigo vanaf zendschip Magdalena

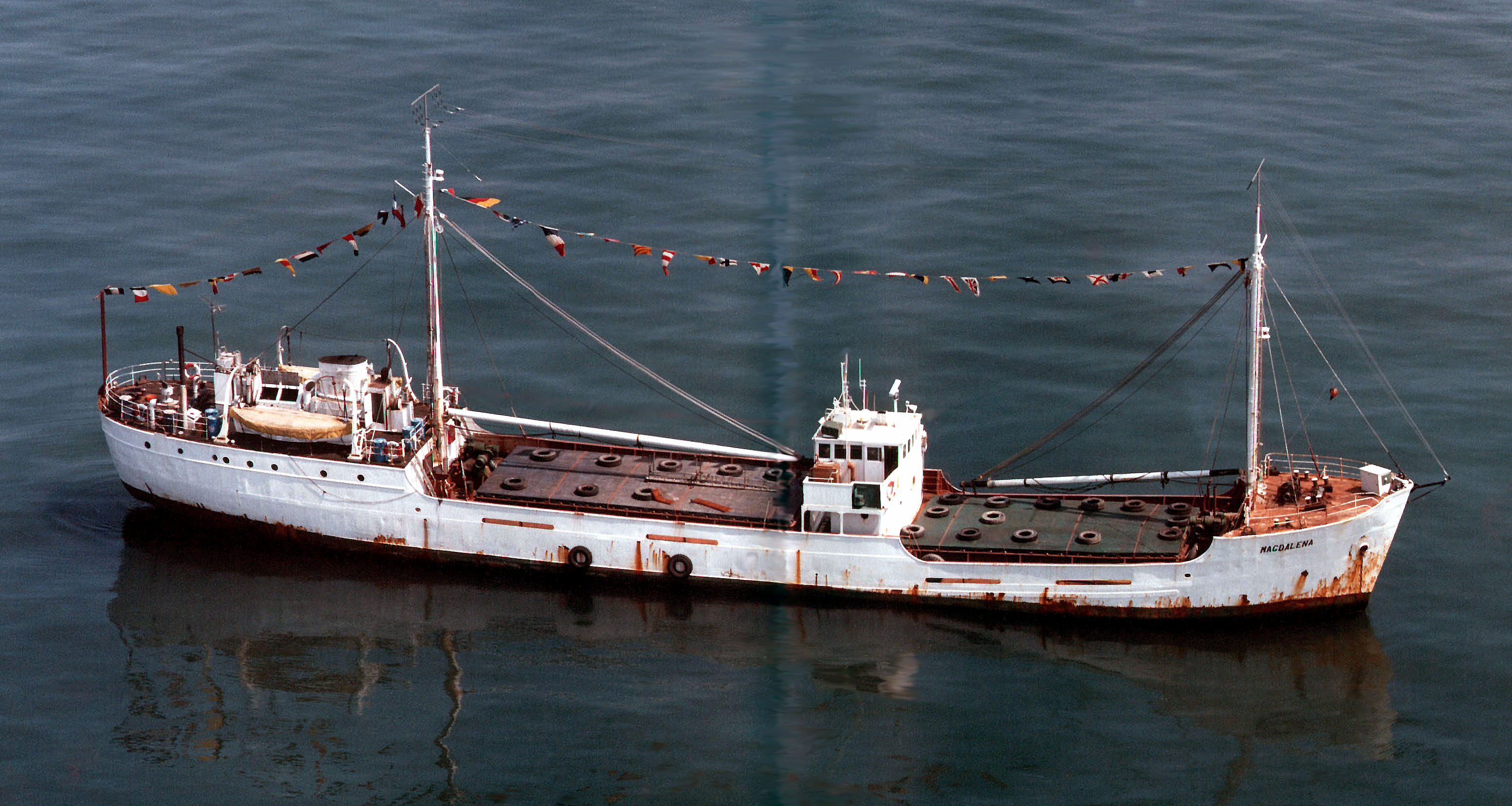
Zendschip Radio Mi Amigo 272

Terwijl iedereen in de winter van 1978-1979 nog dacht dat het einde van de zeezenders in zicht was, kwam niet alleen Radio Caroline terug, maar ook Radio Delmare op 5 juni 1979 en zelfs Radio Mi Amigo op 1 juli 1979. Radio Caroline vanaf de oude schuit M.V. Mi Amigo lag op de oude plek in de Theemsmonding, Radio Delmare vanaf het scheepje Aegir 2 (Martina) voor de Nederlandse kust en Radio Mi Amigo vanaf het M.S. Magdalena voor de Belgische kust.
Omdat Radio Caroline eerder op 15 april (paaszondag 1979) was begonnen met Nederlandstalige uitzendingen en de meeste Mi Amigo-dj's had overgenomen, moest Radio Mi Amigo op zoek naar een bijna geheel nieuwe ploeg. Ton Schipper zat in militaire dienst en was bereid het eerste uur te doen op Mi Amigo, maar daar bleef het bij. De enige dj van de oude Mi Amigo-ploeg die desgevraagd bij Radio Mi Amigo bleef, was Ferry Eden en in de loop van juli ging hij aan boord van de Magdalena. Hij presenteerde daar het middagprogramma 'Lunch op Zee', op zaterdag de Top 50 en elke avond zijn programma 'De Gouden van Dagen'. Nieuwe dj's waren Wim de Groot(programmaleider), Daniel Boolen, Ben van Praag, Johan Vermeer, Jerry Hoogland en Erik Mes. De zendertechniek aan boord lag de eerste weken in handen van Johan Vermeer, die in de eerste uitzendweken van het station onder meer 'Ook Goeiemorgen' en de Top 50 presenteerde.  Nadien was de Belg Sjaak van Dijk zendertechnicus en tijdens zijn korte afwezigheid begin september was dat tijdelijk Jaap van Velzen. Er was een Ghanese bemanning waarvan Daniël de kok was en de Syrische ´kapitein Hannah´ (eigenlijk generatortechnicus). Zij hadden eerder op de vroegere coaster ´Centricity´ gewerkt en waren aan boord werkzaam gebleven toen het een zendschip werd. Alle uitzendingen kwamen live vanaf het zendschip. Radio Mi Amigo zond vanaf het MS Magdalena uit op 272 meter middengolf, aanvankelijk met een zendkristal voor 1100 kHz, in augustus werd dat 1098 kHz.
Sylvain Tack had zich al begin 1979 uit het zeezenderproject teruggetrokken. Dat was mede het gevolg van de koerswijziging in Spanje, dat onder druk van andere Europese landen de weg bewandelde om medewerking aan zeezenders te verbieden. Op de zender, die 1 juli 1979 van start ging,live met Wim de Groot vanaf 13.00 uur, verdween om die reden  al na een paar dagen de naam Mi Amigo en werd alleen nog Radio 272 genoemd. Kennelijk kon men Sylvain Tack ervan weerhouden een klacht in te dienen tegen het gebruik van de naam Mi Amigo, want kort nadien werd die naam op de Magdalena weer gewoon gebruikt. Hoewel het station dus Radio Mi Amigo heette en de oude 'onzichtbare' organisatie in België in uitvoerende zin de leiding had, zat qua financiering "de man van Radio Atlantis" (Adriaan Van Landschoot) en de platenmaatschappij Monopole Records achter dit project. Dat was vooral merkbaar aan tal van Belgische producties die ter promotie op de zender werden gedraaid. Waar in het Mi Amigo verleden vooral Nederlandse producties domineerden, waren dat nu vooral Belgische. In de Belgische Nationale Hitparade, die bij Mi Amigo 272 op zaterdagmiddag van 12 tot 3 werd gedraaid, kon het aantal Belgische producties met gemak de tien te boven gaan, terwijl het er eerder altijd minder dan vijf waren.
Het schip was helaas niet goed uitgerust en vanwege de wens om al in de zomer van 1979 uit te zenden en via de reclames en plugplaten opbrengst te genereren, ging het project onafgewerkt en te snel van start. Niet alleen waren de studio's niet optimaal uitgerust, de coaster was feitelijk niet berekend op een permanente ankerpositie bij de Thorntonbank voor de Belgische kust bij Zeebrugge. Het grootste probleem was dat men had nagelaten om de ankerapparatuur geheel te vernieuwen, waardoor er een enorme ankerketting aan de veel kleinere originele ketting van deze oorspronkelijke coaster werd geknoopt. De boot sloeg met regelmaat van zijn anker. Meer dan drie maanden duurde het hele verhaal niet: het zendschip Magdalena kwam na diverse rondvaarten over de Noordzee uiteindelijk in de Nederlandse wateren terecht en liep vast op een zandbank. Het was die laatste keer niet gelukt de scheepsmotoren te starten en voor de kust van Goeree werd het op 21 september 1979 in beslag genomen.
Het was het definitieve einde van Radio Mi Amigo, maar de Belgische organisatie keerde in 1981 aan land terug met een groot radiostation dat Radio Maeva heette, waaraan de oud-Mi Amigo dj´s Ben van Praag en Ferry Eden hun medewerking verleenden.

## Caroline, Monique en Laser
Het leek er in 1981 en 1982 op dat het zeezendertijdperk ten einde was, maar dat bleek niet zo. Alhoewel dit buiten het verhaal Radio Mi Amigo valt, begon Radio Caroline op 19 augustus 1983 opnieuw met uitzendingen, nu vanaf een grote ex-IJslandtrawler, genaamd de "Ross Revenge", en opnieuw voor de Engelse kust, in het "Knock John Deep", gelegen aan de monding van de Theems. Op 16 december 1984 om 12:00 uur Nederlandse tijd begonnen ook officiële uitzendingen van een Nederlandstalige service, Radio Monique genaamd, dat door Ad Roberts werd geopend. Voor dit station werkten ook de toenmalige Mi Amigo-dj´s Ferry Eden en Dick Verheul. 
Tussen 1984 en 1987 was er verder nog een Amerikaanse zeezender onder de naam Laser 558. Hun boot was het zendschip "Communicator", en dat lag amper één km verderop aan diezelfde monding van de Theems. In 1989 kwam er dan definitief een eind aan het zeezendertijdperk.

## Internetradio
Alhoewel die niets met de zeezender Mi Amigo te maken hadden, hebben vanaf de jaren tachtig allerlei radiostations deze naam geleend. Eerst vooral via de ether, later ook via internet. Zo ook een aantal voormalige medewerkers van de middengolfzender Radio 192. Eind 2004 werd op internet gestart met testuitzendingen onder de naam Radio Mi Amigo 192. Vanaf 2005 werden de programma’s gepresenteerd. Het internetstation richtte zich net als de zeezender op Vlaanderen en Nederland. Aan het radiostation werkten gewezen Radio Caroline- en Radio Mi Amigo-dj's als Peter van Dam, Ferry Eden, Dick Verheul, Ad Roberts, Peter de Vries en Hendrik van Nellestijn mee.
Begin juli 2006 deed het station een verwoede maar mislukte poging om met het uitzenden van een Top 10.000 in het Guinness Book of Records te komen. Op 31 augustus van dat jaar, de laatste uitzenddag van de lijst, werd vanaf de oude ankerplaats van de Mi Amigo, zo'n vijf kilometer buiten de kust van Scheveningen, uitgezonden. Met Pasen 2006 werd samen met een deel van de originele bemanning en luisteraars de ligplaats van de Mi Amigo voor de Nederlandse kust bezocht. In de nachtelijke uren wordt het landelijke FM-netwerk van 100%NL gebruikt. In september van hetzelfde jaar werd in Nederland de landelijke tv gehaald met de "vrouwen-uitlaatservice", een initiatief om vrouwen veilig na een avondje uitgaan naar huis te begeleiden. Kort daarna brak er ruzie uit over de koers van het station en medewerkers vertrokken naar Radio Popular en werkten mee aan de oprichting van Radio Extra Gold.
In 2010 keerde Hendrik van Nellestijn terug en brak de FM-periode voor Mi Amigo in Spanje aan. De jaren 1970 werden omgekeerd: nu geen programma’s vanuit Spanje voor de Benelux, maar het omgekeerde. Er werd gestart op de Costa del Sol, en al snel kwam daar de Costa Blanca bij. Vanaf die tijd heette het station Radio Mi Amigo. Toen de uitzendingen op de Costa Blanca begonnen, werd Mi Amigo-kapitein Werner de Zwart weer met zijn station herenigd: hij woonde namelijk al sinds de jaren 1970 aan de Costa Blanca.
Met een klein groepje deejays houdt Hendrik van Nellestijn, zoals hij zelf zegt, "Mi Amigo in de pauzestand tot er een nieuwe uitdaging komt". Het economische tij speelt hierbij een hoofdrol. De medewerkers achter de schermen zijn Dirk van de Vel, Guy Westelinck, Hans Eland, Hans van der Valk, John Westland en Wies Wiedema. In 2014 bestond Mi Amigo 40 jaar en ter gelegenheid van deze mijlpaal werd in het weekend weer gepresenteerd door de bekende Mi Amigo-stemmen van de laatste jaren. Het team bestaat anno 2019 uit (in alfabetische volgorde): Dirk van de Vel, Guy Westelinck, Hans Eland, Hans van der Valk, Hendrik van Nellestijn, John Westland, Leon Balmaekers, Mike Duprez, Rudi Schils, Theo de Brabander en Wies Wiedema.

## Weer terug op de AM (1575 kHz)
Radio Mi Amigo heeft op 1 juni 2025 een vijfjarige LPAM-vergunning ontvangen van de Britse toezichthouder Ofcom. De vergunning maakt het mogelijk om uit te zenden op de middengolf vanaf het museumschip LV18, dat ligt afgemeerd aan The Quay in Harwich, Essex. De uitzendfrequentie is vastgesteld op 1575 kHz. De vergunning loopt tot en met 31 mei 2030.

## Gebruikers van de naam Mi Amigo
Er is nog een twintigtal andere Radio Mi Amigo's actief (meestal op internet), waaronder ook al jaren een in Duitsland, die zich richt op Duitse toeristen in Spanje, en een in Italië.